# Provincia Mantova
Mantova este o provincie în regiunea Lombardia în Italia.